# (73688) 1990 VA5
(73688) 1990 VA5 – planetoida z pasa głównego asteroid okrążająca Słońce w ciągu 4,29 lat w średniej odległości 2,64 j.a. Odkryta 15 listopada 1990 roku.